# HD 182618
HD 182618，又名BD+27 3379，SAO 87165、HR 7374，是一颗恒星，视星等为6.53，位于銀經61.56，銀緯5.87，其B1900.0坐标为赤經19h 20m 21.6s，赤緯+27° 5.87′ 31″。